# Пердика I Македонски
Пердика I (грч. Περδικκας) - легендарни оснивач династије македонских краљева (династија Аргеада), који је владао у 8. веку пре нове ере.
Најранији извори Херодот и Тукидид започињу краљевску македонску династију са Пердиком, али касније су се у родословљу појавили његови претходници на краљевском престолу и легенда о Карану као оснивачу династије.
Према Херодоту, Пердика је потицао од аргоског краља Темена, који је био Херкулов потомак. Пердика и његова два старија брата, Хаван и Аероп, побегли су из Аргоса у Горњу Македонију, у град Лебеј, где су унајмљени као пастири за краља Лебеја. Када је цар наредио да их ухвате, они су побегли од гоњења на подручју планине Бермиј (Вермион), где је најмлађи од браће - Пердика - основао македонско царство . Локација града Лебеи је непозната, али су остали географски детаљи легенде прилично поуздани.
Прича о три брата, од којих један постаје краљ, постоји у епу многих народа. Семантичка анализа имена браће указује на могуће одјеке клана или племенског састава племена Пердик у време када су поданици легендарног фригијског краља Мида основали колонију у Македонији. Ардијско порекло Пердике је сумњиво, јер се само његово име не налази изван Македоније. У овом случају, на народну епопеју била је наслагана потпуно природна жеља македонских краљева (вероватно Александра I) да имају генеалогију од општепризнатих хеладских јунака. У будућности су се Птоломејеви, владајућа македонска династија у Египту, придружили божанском претку Херкулу кроз проширену верзију династије Аргеад, односно људи из Аргоса.
Ширење Македоније одвијало се на следећи начин. Пердикка и његови потомци су пре свега протерали Пирсе (трачко племе) из регије Пиериа, који су се касније населили изван Стримона у подножју планине Пангеа. Македонци су такође протерали њене становнике са подручја званог Ботија. (према легенди били су досељеници са Крита). У Паеонији су потомци Пердике запосели уски појас земље низводно од Аксија до Пеле и мора. Иза Аксија до Стримона, постепено су заузели земљу звану Мигдонија, одакле су протерали Едоне (сви су били Трачани). Тада су такође протерали Еорде из Еордeје. У исто време, већина Еордова је страдала. Алмонијани су протерани из Алмоније. Све ове области касније су назване Македонија .
Јустин износи још једну легенду о Пердики :
„После Карана владао је Пердика. И његов живот је био сјајан, и његов тестамент, сличан изреци пророчишта, је незабораван. Наиме, умирући већ као старац, показао је свом сину Аргеју место где би желео да буде сахрањен. Тамо је такође наредио да се сахране остаци његових наследника и предвидео је да ће све док су његови потомци овде сахрањени краљевска моћ остати у његовој породици. Они, верујући у ову легенду, верују да је породица Пердике изумрла у лику Александра [Великог] јер је променио место краљевског сахрањивања “.
Из преживелих фрагмената Диодора (изузетак Ват. П. 4) следи да је Пердика основао прву престоницу Македоније, Еги (Вергина), некадашње гробље македонских краљева.
Према Јевсевију Кесаријском, Пердика је владао 48 година, током његове владавине, умрли су фригијски краљ Мида, окусивши бикову крв, и Ромул, оснивач Рима.